# Прстенастокљуни тукан
Прстенастокљуни тукан или жутогруди тукан  (лат. Ramphastos sulfuratus) шарена је птица Латинске Америке која припада породици тукана.
Национални је симбол Белизеа, али настањује и подручја јужног Мексика, Венецуеле и Колумбије.

## Опис
Варира у дужини од 42 до 55 цм, а његов велики и шарени кљун је просечне дужине од 12 до 15 цм, што чини око трећину његове дужине. Просечна тежина креће се од 380 до 500 грама.
Перје је већином црно са жутим вратом и прсима. Митарење се одвија једном годишње. Има плаве ноге и црвено перје на врху репа. Кљун је углавном зелене боје с црвеним врхом и наранџаст са стране.
Храни се углавном широким спектром воћа, али може такође да једе инсекте, јаја и гмизавце.

## Понашање
Попут многих тукана, врло је друштвена птица, ретко се виђа у миру. Путује у малим јатима од око шест до дванаест јединки кроз низинске прашуме. Лоше лети па се креће углавном скакањем по дрвећу.

## Подврсте
Признате су две подврсте:
- R. s. sulfuratus – Lesson, 1830: насељава југоисточни Мексико, Белизе и северну Гватемалу
- R. s. brevicarinatus – Gould, 1854: првобитно описана као посебна врста. Насељава простор од југоисточне Гватемале до северне Колумбије и северозападне Венецуеле.